# 筲箕灣官立中學
筲箕灣官立中學（英語：Shau Kei Wan Government Secondary School），位於柴灣峽柴灣道，是香港一所官立英文中學，由港英政府於1961年創辦，創校時為文法學校。另一所文法官中—荃灣官立中學於同期創校。

## 校本管理計劃
該校自1992年推行校本管理計劃，並成立學校管理委員會，委員會成員包括教育局代表、校長、家長代表、教師代表、校友代表及社會人士。學校的家長教師會和校友會分別於1993年及1997年正式成立。家長教師會都会舉辦各類活動供會員參加。至於在1990年成立的學生會則是校方與同學溝通的橋樑。

## 大事紀
- 1961年 創校為文法學校，並由龐德新博士、Mr. C.K. Lin及Mr. F.C. Gamble短暫擔任學校首席教師及校長。校舍建造期間，曾借用金文泰中學的校舍授課三年。
- 1964年 現今校舍啟用，時任港督戴麟趾爵士於十一月十九日主持啟用禮
- 1965年 首屆聖誕舞會
- 1966年 成立四社
- 1967年 成立舊生會（Old Students' Association）、首屆畢業典禮（Speech Day）、水運會及陸運會
- 1973年 校歌編撰完成
- 1975年 首次中一迎新日（S1 Orientation Day）
- 1976年 學校圖書館擴充
- 1979年 首屆筲官中四週（Form Four Week）
- 1982年 課外活動統籌委員會成立
- 1983年 停辦中一至中三特別班
- 1985年 時任港督尤德爵士及教育署署長梁文健於三月六日到訪
- 1986年 銀禧校慶
- 1988年 學生議會（Student Council）成立
- 1990年 學生會（Students' Association）成立
- 1991年 三十周年校慶
- 1993年 學校諮詢議會（School Advisory Council）、家長教師會、中樂組（Chinese Instrumental Group）成立
- 1994年 課室安裝冷氣
- 1995年 時任教育署署長李煥光到訪、三十五周年校慶
- 1997年 製作時間囊紀念香港回歸、舊生會重組為校友會
- 1998年 管樂團（School Band）成立、首屆綜藝表演（Variety Show）
- 1999年 校本管理委員會成立
- 2000年 四十周年校慶、時任教育署署長張建宗為禮堂冷氣竣工及校慶揭幕、多媒體學習中心（MMLC）落成
- 2001年 中一推行「成長新動力」課程、中三舉辦「外展訓練」（Outward Bound）及「歷奇訓練」
- 2003年 校舍新翼落成、管弦樂團（Orchestra）成立
- 2004年 中一級早會演講訓練
- 2005年 首次升國旗典禮、推行「全校讀與寫計劃」、中一推行通識科（Liberal Studies）
- 2006年 四十五周年校慶音樂會於七月七日假大會堂舉行
- 2007年 首屆中一歷奇訓練營（S1 Adventure Camp）、曾鈺成主持開啟時間囊
- 2009年 推行新高中學制、時任政務司司長唐英年到訪
- 2010年 設立全方位學習時段（LWL Period）、推行閱讀計劃（Reading to Learn）
- 2011年 金禧校慶、舉行金禧校慶音樂會及開放日、天台兩間新課室竣工、設立筲官領航計劃
- 2012年 金禧校慶馬賽克壁畫揭幕
- 2013年 時任教育局局長吳克儉到訪
- 2014-2015年 首次推出中三級班際multi-media drama competition（多媒體話劇比賽）
- 2015-2016學年 男子排球隊連奪學界排球甲組冠軍及全港學校排球精英賽亞軍
- 2017-2018學年 男子籃球隊奪得學界籃球第二組別甲組亞軍
- 2017-2018學年 男子排球隊奪得學界排球第一組別甲組亞軍
- 2021年 學校60周年校慶 主題為「真理弘揚六十載，薪火相傳育英才」
- 2021年 2019冠狀病毒病疫情期間約130名中六生，以及十多名教職員須送檢疫中心隔離

## 班級編制
筲箕灣官立中學全校共有24班，中一至中三各4班(A-D)、中四至中六各4班(A-D)。中一至中三級均設有精英班（B及D），中四至中六級則以選修科目數量分班。中一至中三級均設有生活與社會科。中四至中六級均設有通識教育科。2020-2021年度起，中四至中五則各4班(A-D)。

## 課程結構
筲箕灣官立中學為一所英文文法中學，除了中國語文、中國歷史、中國文學、通識教育、生活與社會、體育及普通話外，其餘各科均以英語授課。
為提升學生的英文能力，該校設置英文廣泛閱讀計劃，圖書館亦有英文漫畫及雜誌供學生閱讀。學校設有閱讀大使計劃，舉辦演講、辯論比賽等，外籍英語老師亦於課餘為各級提供會話訓練，以培養及提高學生運用英語的能力和信心；該校課程亦著重以學生為本的探究式學習，培養學生終生學習能力。初中校本課程及高中的課程調適達至照顧學習差異。
筲官亦於暑假舉行銜接課程，供所有中一新生參加；內容包括英語、數學、資訊科技、綜合科學及綜合人文學科，讓學生盡快適應中學課程。輔導組在暑假舉辦中一學生迎新活動；開學後亦有中一家長、學生迎新日及家長講座。
此外，中一至中三級語文科採用小組教學，其中兩班分小組上課，以啟導及協助學生發展運用語文的能力。
| 學習領域   | 中一、中二             | 中三                   |
| ---------- | ---------------------- | ---------------------- |
| 一         | 中國語文教育、普通話   | 中國語文教育           |
| 二         | 英國語文教育           | 英國語文教育           |
| 三         | 數學教育               | 數學教育               |
| 四         | 地理、歷史、中國歷史   | 地理、歷史、中國歷史   |
| 五         | 綜合科學               | 物理、化學、生物       |
| 六         | 電腦、設計與科技、家政 | 電腦、設計與科技、家政 |
| 七         | 視覺藝術、音樂         | 視覺藝術、音樂         |
| 八         | 體育                   | 體育                   |
| 跨學習領域 | 生活與社會             | 生活與社會             |

| 學習領域 | 科目選擇一           | 科目選擇二           | 科目選擇三                                 |
| -------- | -------------------- | -------------------- | ------------------------------------------ |
| 一       |                      |                      | 中國文學                                   |
| 四       | 地理、經濟           | 歷史、中國歷史、經濟 | 經濟                                       |
| 五       | 化學、生物           | 物理、化學           | 物理、生物                                 |
| 六       | 企業、會計與財務概論 | 資訊和通訊科技       | 企業、會計與財務概論                       |
| 七       |                      |                      | 視覺藝術、音樂（於藝術與科技教育中心上課） |

除必修科(中文、英文、數學、通識)外，學生可選擇修讀3科及2科選修科（3X/2x）
若合乎成績要求，中四學生可另選修數學延伸課程二（M2）。中五時可申請修讀應用學習（模式一）
中四及中五學生可於大考後書面申請退修

## 校舍
| 樓層     | 禮堂                                                     | 主樓                                                                                                 | 新翼                       |        |
| -------- | -------------------------------------------------------- | --- | -------------------------- | ------ |
| 5樓      |                                                          | 5A課室、中四課室（4A-4D）                                                                            | 學生活動中心（SAC）        |        |
| 4樓      |                                                          | 綜合科學實驗室、預備室、化學實驗室、中三課室（3A-3D）、5B及5C課室、電腦室                            | 5D課室                     |        |
| 3樓      | 天台花園                                                 | 家政室、通識教育及語文室、中二課室（2A-2D）、6B及6C課室、升學及就業資料室                            | 電腦輔助學習室（CAL Room） |        |
| 2樓      | 禮堂樓座、L3、L4                                         | 生物實驗室、預備室、物理實驗室、黑房、中一課室（1A-1D）、6A課室、多媒體學習中心（MMLC）、Room 27     | 6D及6E課室                 |        |
| 1樓      | 禮堂、L1、L2                                             | 地理室、視覺藝術室、教員交誼室（Common Room）、教員室A、設計與科技室                                 | 教員室B                    |        |
| 地下     | 入口大堂、有蓋操場、學生會室（PG1）、PG2、體育室、小賣部 | 圖書館、校長室、校務處、副校長室、醫療室、茶房、男女更衣室、訓導室、油印房、員工宿舍、輔導室、社工室 | 會議室、音樂室,魚池        |        |
| 低層地下 |                                                          | | 多用途室（MPA）            | 足球場 |

校舍西面有一足球場，逢星期二、四、六外借予筲箕灣東官立中學，南面另有一籃球場
校舍呈四方形，並將花園包圍在內，花園有一魚池及校工室（PG3）

## 設施圖集

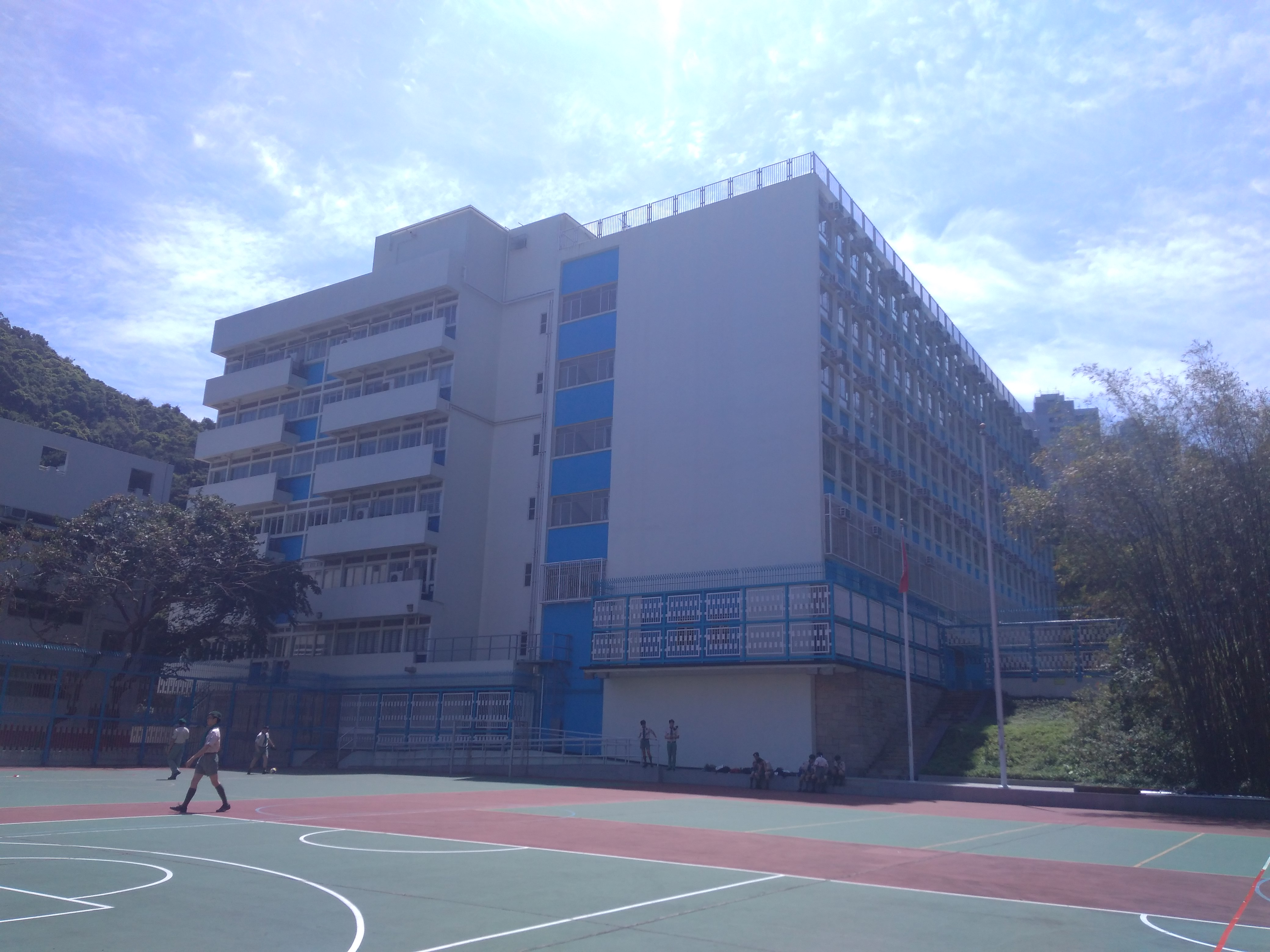
從筲箕灣官立中學足球場看筲箕灣官立中學
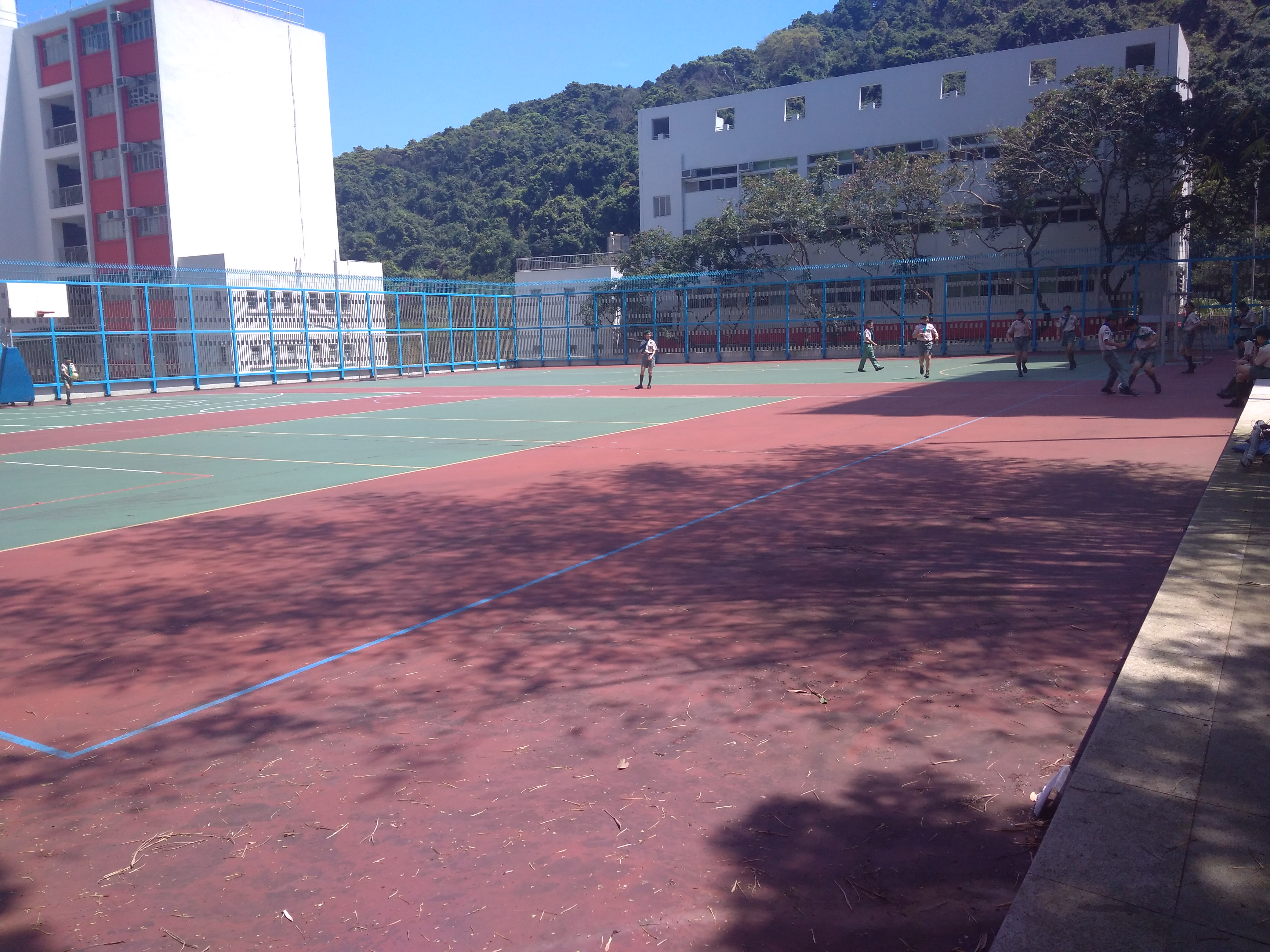
筲箕灣官立中學足球場

## 學生組織

### 學生會
| 年份      | 內閣名稱             | 主席   |
| --------- | -------------------- | ------ |
| 2013-2014 | Vigor                | 陳曦雯 |
| 2014-2015 | Cohere               | 陳天美 |
| 2015-2016 | Esprit               | 陳燊華 |
| 2016-2017 | Nexus                | 王子嫣 |
| 2017-2018 | Atlas                | 范綉瑜 |
| 2018-2019 | Oasis                | 蔡曉晴 |
| 2019-2020 | Pallas               | 吳晉祺 |
| 2020-2021 | Spectra              | 陳穎瑤 |
| 2021-2022 | Crescent             | 李卓彥 |
| 2022-2023 | Eternity             | 郭永恒 |
| 2023-2024 | Horizon              | 简家豪 |
| 2024-2025 | Euphoria (未能當選） | 楊廷軒 |

### 社
- 龍 Dragon

代表颜色：  蓝
- 獅 Lion

代表颜色：  绿
- 鳳 Phoenix

代表颜色：  黑
- 麟 Unicorn

代表颜色：  紅

### 校歌
筲官的校歌由鄧約翰作曲、李錦紅作詞。
——(校歌节录）李錦紅

## 知名/傑出校友
- 黃凱儀：女藝人
- 郭立椿：唱片騎師（DJ）
- 何偉龍：演員、戲劇導師
- 譚詠麟：男藝人
- 呂珊：女歌手及演員
- 蕭呈謙：香港女歌手、2022年歌唱選秀節目《聲夢傳奇2》參賽者
- 杜如風，節目主持人、製作人及專欄作家
- 趙家賢：前東區區議員
- 陳景生，SC，JP：前大律師公會主席
- 蔣任宏，SBS：前個人資料私隱專員、前郵政署署長
- 羅崇文：前民航處處長
- 馮檢基，SBS，JP：前立法會議員（九龍西）、區議會（第二）
- 李國麟，SBS，JP：前立法會議員（衛生服務界）
- 黃遠輝：香港地球之友主席
- 容啟亮：註冊工程師
- 林耘：金管局企業傳訊總監
- 雷張慎佳：防止虐待兒童會總幹事
- 鄭羅蕙芬：前職業訓練局管理及督導訓練委員會主席
- 蘇達寬：前電訊管理局助理總監
- 陳健碩：前土木工程署處長、前香港工程師學會會長、邁進土木結構有限公司董事
- 李植悅：前市政局議員
- 尹志田：電能實業董事總經理
- 陳德恩：香港印鈔有限公司總經理
- 李松興：前中信泰富執行董事兼副董事總經理
- 徐錫漢：瑪麗醫院副醫院行政總監兼急症科部門主管
- 曾達之：瑪麗醫院急症科副主管
- 吳恆亮：前香港中文大學物理系主任
- 梁志和：香港城市大學創意媒體學院助理教授
- 楊文彬：華人總警司、新界南總區副指揮官
- 謝錫金：香港大學教育學院前副院長[2]
- 趙譚繼謙：前龍翔官立中學校長[3]

## 外部連結
- 筲箕灣官立中學 Shau Kei Wan Government Secondary School （页面存档备份，存于）（英文）
- 筲箕灣官立中學校友會 SGSSAA （页面存档备份，存于）（繁體中文）
- 筲箕灣官立中學家長教師會 SGSSPTA （页面存档备份，存于）（繁體中文）
- 筲箕灣官立中學學生會 SGSSSA(2014-15) （页面存档备份，存于）（繁體中文）

22°16′18″N 114°13′57″E / 22.2715834°N 114.2326041°E